# Trois-Pistoles

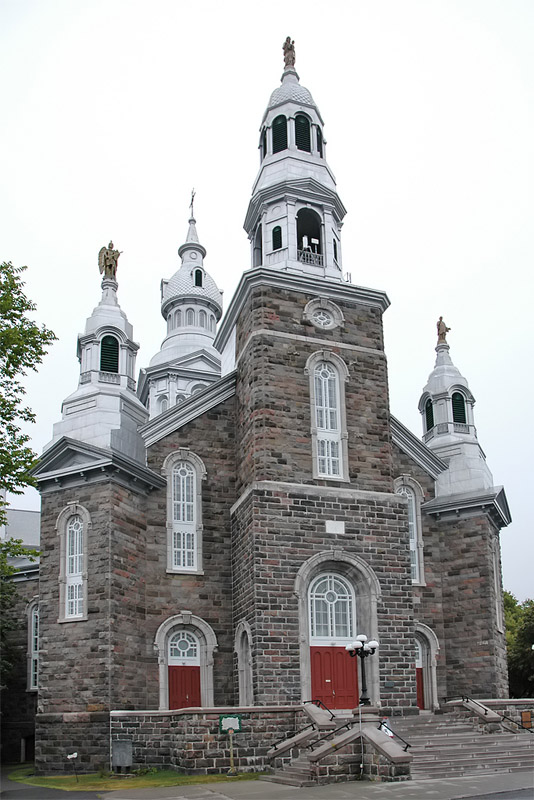
Trois-Pistoles

Trois-Pistoles é uma cidade do Canadá, província de Quebec. Sua área é de 7,66 km², e sua população, de 3 635 habitantes (do censo nacional de 2001).